# طوافة الليبيد
تحتوي الأغشية البلازمية للخلايا على مجموعات من الشَحميات السِّفنغولية السكرية والكوليسترول ومستقبلات البروتين المنظمة في النطاقات الدقيقة الشحمية للبروتين السكري والتي تسمى طوافة الليبيد (lipid raft). لا يزال وجودها في الأغشية الخلوية مثيرًا للجدل إلى حد ما. يمكن تعريفها بأنها مجالات أو نطاقات داخل طبقة الليبيد الثنائية، تم تعريفها في البداية بأنها غير قابلة للذوبان في المنظفات الباردة وغير الأيونية ولكن تم تحديدها منذ ذلك الحين من خلال العديد من التقنيات الأخرى. وهي غنية بالبروتينات المقيدة بالكوليسترول والسفينجوميلين والغليكوزيل فوسفاتيديلينوسيتول (GPI)
تم اقتراح أنها نطاقات غشائية متخصصة تقسم العمليات الخلوية إلى أجزاء من خلال العمل كمراكز تنظيم لتجميع جزيئات التأشير، مما يسمح بتفاعل أوثق بين مستقبلات البروتين ومؤثراتها لتعزيز التفاعلات الإيجابية الحركية الضرورية لنقل الإشارة. تؤثر طوافات الليبيد على سيولة الغشاء وتوجيه البروتين الغشائي، وبالتالي تنظيم النقل العصبي وتوجيه المستقبلات. الطوافات الشحمية أكثر ترتيبًا ومعبأة بإحكام أكثر من الطبقة الثنائية المحيطة، ولكنها تطفو بحرية داخل طبقة الغشاء الثنائية. على الرغم من أنه أكثر شيوعًا في غشاء الخلية، فقد تم الإبلاغ أيضًا عن طوافات شحمية في أجزاء أخرى من الخلية، مثل جهاز جولجي والجسيمات الحالة.

تنظيم طوافة الليبيد, المنطقة 1)ليبيد ثنائي الطبقة، المنطقة 2)طوافة الليبيد